# Halolaelapidae
Halolaelapidae zijn  een familie van mijten. Bij de familie zijn 4 geslachten met circa 80 soorten ingedeeld.